# Andreas Reichle
Andreas Reichle (* 15. Juli 1861 in Pfrungen, Oberamt Saulgau; † 11. Dezember 1921 in Ravensburg) war ein deutscher Verwaltungsjurist und Politiker. Er war von 1904 bis 1921 Oberbürgermeister von Ravensburg.

## Leben
Andreas Reichle studierte nach dem Abitur 1881 am Gymnasium Ravensburg von 1881 bis 1885 Rechtswissenschaften an der Eberhard Karls Universität Tübingen. Er war Mitglied der katholischen Studentenverbindung AV Guestfalia Tübingen im CV.
1887 wurde er Staatsassistent und stellvertretender Amtmann in Ravensburg. 1890 wechselte er als Amtmann nach Leutkirch im Allgäu und war zudem Amtsanwalt am Königlichen Amtsgericht in Leutkirch. Von 1891 bis 1900 war er Armenfondsverwalter (Stiftungsverwalter) in Ravensburg. Im Nebenamt war er Vorsitzender des Gewerbegerichts Ravensburg. Außerhalb der gemeindedienstlichen Stellung engagierte er sich als Schriftführer und Vorstandsmitglied der Ortskrankenkasse Ravensburg. Von 1914 bis 1921 vertrat er das Land Württemberg im Vorstand des Vereins für Geschichte des Bodensees und seiner Umgebung.
1904 wurde er Nachfolger von Martin Springer (Stadtschultheiß 1886–1904) als „Oberbürgermeister“ von Ravensburg gewählt. Einer Wahlrede vom 13. November 1904 zufolge war er parteilos. Ab 1905 führte er den Titel eines Stadtschultheiß, nach Inkrafttreten der neuen Gemeindeordnung von 1906 den Titel Oberbürgermeister. Zu seinem Nachfolger wurde nach seinem überraschenden Tode am 11. Dezember 1921 der Verwaltungsjurist Hans Mantz gewählt. Reichle liegt auf dem Hauptfriedhof Ravensburg begraben.
1912 konnte Reichle den Textil- und Zementunternehmer Julius Spohn zur Gründung einer Stiftung bewegen, mit der das Spohn-Gymnasium errichtet wurde.
Andreas Reichle war verheiratet; aus der Ehe stammten vier Kinder.